# デボラ・フランソワ
デボラ・フランソワ（フランス語: Déborah François、1987年5月24日 - ）は、ベルギー出身の女優。映画『ある子供』、『譜めくりの女』などで知られる。

## 生い立ち
ベルギーの地方にあるリエージュで警察官とソーシャルワーカーの間で3人の子供の内の2番目として生まれている。弟ならびに姉がいる。ワロン地域圏のリエージュで育ち、5歳の頃、フランソワは地元で白雪姫の役をステージ上で演じ、はじめて演技の世界と触れ合った。のちに、彼女はリセの演劇コースに所属した。
リセエンヌだった16歳の頃、彼女は映画キャスティングに参加、二人の映画プロデューサーであるジャン＝ピエール&リュック・ダルデンヌによって見出され、2005年公開の『ある子供』と題した映画における主演女性として抜擢された。この社会劇ドラマはフランソワの故郷からそう遠くない廃れた工業都市セランで若いカップルであるブリュノとソニアを中心として繰り広げられている。カップルは社会保障給付と泥棒の一味の頭であった夫の盗みの収入で暮らしていた。ソニアが子供を産んだとき、若い父親は局面で情緒的な反応も示さずに数千ユーロのためにディーラーに我が子を売った。この映画を見た彼女の両親は泣いたという。2005年のカンヌ映画祭で初上映され、評論家によって非常に賞賛され、映画『ある子供』はパルムドールを獲得した。 彼女はベルギーのオスカーであるジョゼフ・プラトー賞を受賞、セザール賞有望若手女優賞にノミネートされた。
女優としてデビュー後、彼女のリセ生活は終った。以前の成功から途切れることなく、ドゥニ・デルクール（Denis Dercourt）監督のスリラー『譜めくりの女』で、自らの第二となる映画の役割りを築き上げていた。彼女は映画の中で、ブルジョアジーに対して復讐をするクールで計算屋の肉屋の娘メラニーを演じた。かつて、信じていた希望に満ちた自らのピアノの才能とキャリアを、カトリーヌ・フロが演じる有名なピアニストにして審査委員長の不注意によって破壊された。今日において、彼女は復讐を遂げるため、はじめ世話役として、それ以来、ピアニストの締めくりの女としてひそかに家族の中に好意を持たれつつ浸透していった。この映画で彼女は、国際的な映画批評家の好意を獲得していた。2007年、もともと、文学の教員になりたかったというフランソワが得たのは、再びとなるセザール賞有望若手女優賞のノミネートであった。
『ある子供』ならびに『譜めくりの女』の上映を経て、2007年、映画『Les fourmis rouges』、テレビ映画『Dombais et fils』において主役的な役割を演じている。ステファン・カルポー（Stéphan Carpiaux）監督の映画『Les fourmis rouges』では、彼女はアルデンヌ地方の小さな村の中で孤立した16歳の孤児Alexとして、そのセクシュアリティの覚醒を認識していく役を果たしている。同じ年、アンジェで行われた第19回目のヨーロッパの映画祭Festival premiers plans d'Angersで審査員に任命された 。2008年、ジャン＝ポール・サロメ（Jean-Paul Salomé）監督の映画『レディ・エージェント 第三帝国を滅ぼした女たち』では、ソフィー・マルソー、マリー・ジラン、モーリッツ・ブライプトロイらとともに出演した。2009年、レミ・ブザンソン（Rémi Bezançon）監督の悲喜劇『Le premier jour du reste de ta vie』に出演し、彼女は青春期の若者であるフルール役を演じて、セザール賞有望若手女優賞を受賞した、同年、フランソワは、ロミー・シュナイダー賞を授与された。
2010年の1月、フランソワは日本にフランスのオドレイ・フーシェ (Audrey Fouché)監督作品でフランス・カナダ合作映画『メモリーズ・コーナー』撮影のため訪れた。映画は阪神・淡路大震災後の神戸が舞台であり、フランソワはフランス人ジャーナリストであるアダ・セルヴィエとして日本の俳優阿部寛、西島秀俊らと共演した。同映画は、2011年度釜山国際映画祭で上映され、2012年5月、フランスで公開された。

## フィルモグラフィ
| 公開年 | 邦題 原題                                                           | 役名                 | 備考                                  |
| ------ | ------------------------------------------------------------------- | -------------------- | ------------------------------------- |
| 2005   | ある子供 L'Enfant                                                   | Sonia                |                                       |
| 2006   | 譜めくりの女 La Tourneuse de pages                                  | Mélanie Prouvost     |                                       |
| 2007   | Les Fourmis rouges                                                  | Alex                 |                                       |
| 2007   | L'Été indien                                                        | Suzanne              |                                       |
| 2007   | Dombais et fils                                                     | Florence Dombais     | テレビ映画                            |
| 2008   | レディ・エージェント 第三帝国を滅ぼした女たち Les Femmes de l'ombre | Gaëlle               |                                       |
| 2008   | Le premier jour du reste de ta vie                                  | Fleur                |                                       |
| 2008   | Ah, c'était ça la vie !                                             | Julie                | テレビ映画                            |
| 2009   | 21番目のベッド Unmade Beds                                          | Vera                 |                                       |
| 2009   | Fais-moi plaisir                                                    | Aneth                |                                       |
| 2009   | My Queen Karo                                                       | Dalia                |                                       |
| 2009   | それが人生だったのさ！ Ah, c'était ça la vie !                      | ジュリー             | TV5MONDEで日本語字幕付放映            |
| 2010   | ザ・レイプ 欲望の報酬 Mes chères études                             | Laura                | テレビ映画                            |
| 2011   | マンク 〜破戒僧〜 Le Moine                                          | Valerio              |                                       |
| 2011   | メモリーズ・コーナー Memories Corner                                | Ada Servier          |                                       |
| 2011   | Les Tribulations d'une caissière                                    | Solweig              |                                       |
| 2012   | タイピスト! Populaire                                               | ローズ・パンフィル   |                                       |
| 2014   | 伝説のマエストロ Maestro                                            | グロリア             | TV5MONDEで日本語字幕付放映            |
| 2015   | 見知らぬ夫 J'ai épousé un inconnu                                   | エマ                 | テレビ映画 TV5MONDEで日本語字幕付放映 |
| 2016   | セザンヌと過ごした時間 Cézanne et Moi                               | オルタンス・セザンヌ |                                       |

## 受賞とノミネート
- 2006 : 『ある子供』: セザール賞有望若手女優賞ノミネート
- 2006 : 『ある子供』: ジョゼフ・プラトー賞 受賞
- 2007 : 『ある子供』: シュザンヌ・ビアンケッティ賞 受賞
- 2007 : 『譜めくりの女』: セザール賞有望若手女優賞ノミネート
- 2009 : 『Le premier jour du reste de ta vie』: セザール賞有望若手女優賞 受賞
- 2009 :  ロミー・シュナイダー賞 受賞